# تشوبران
تشوبران هي بلدة في مقاطعة يكباغ في ولاية قشقداريا في أوزبكستان.